# Унтерлюнкгофен
Унтерлюнкгофен (нім. Unterlunkhofen) — громада  в Швейцарії в кантоні Ааргау, округ Бремгартен.

## Географія
Громада розташована на відстані близько 85 км на північний схід від Берна, 27 км на схід від Аарау.
Унтерлюнкгофен має площу 4,5 км², з яких на 9,8% дозволяється будівництво (житлове та будівництво доріг), 51,3% використовуються в сільськогосподарських цілях, 25,9% зайнято лісами, 12,9% не є продуктивними (річки, льодовики або гори).

## Демографія
2019 року в громаді мешкало 1469 осіб (+13,8% порівняно з 2010 роком), іноземців було 12,7%. Густота населення становила 327 осіб/км².
За віковим діапазоном населення розподілялося таким чином: 18,1% — особи молодші 20 років, 66% — особи у віці 20—64 років, 15,9% — особи у віці 65 років та старші. Було 656 помешкань (у середньому 2,2 особи в помешканні).
Із загальної кількості 268 працюючих 43 було зайнятих в первинному секторі, 105 — в обробній промисловості, 120 — в галузі послуг.